# Кошелев, Александр Иванович
Алекса́ндр Ива́нович Ко́шелев (9 [21] мая 1806, Москва — 12 [24] ноября 1883, Москва) — русский публицист и общественный деятель славянофильских взглядов.

## Семья
Происходил из старинного богатого дворянского рода Кошелевых, племянник тамбовского губернатора Д. Р. Кошелева.
Его отец, Иван Родионович Кошелев (ум. 1818), учившийся в Оксфордском университете, понравился князю Потёмкину, который сделал его своим генерал-адъютантом. Когда же его заметила императрица Екатерина II, Потёмкин отправил потенциального фаворита в провинцию. Выйдя в отставку при Павле, он поселился в Москве, где имел репутацию «либерального лорда»; интересовался науками и пользовался всеобщим уважением. Мать Александра Ивановича, Дарья Николаевна Дежарден (Desjardins; 1778—13.12.1835), — дочь французского эмигранта, была также умной и образованной женщиной.

### Юность
В 1821 году мать с дочерьми и сыном переехала в Москву. В Москве, вместе с Киреевскими, Кошелев занимался у профессоров Московского университета: А. Ф. Мерзлякова, Х. А. Шлецера и др. В 1821 году поступил на словесный факультет Московского университета, но, не пожелав слушать лекции по всем восьми обязательным предметам, оставил его и в 1822 году поступил на службу в московский архив министерства иностранных дел. Так он оказался в среде так называемых «архивных юношей»; его товарищами были: князь В. Ф. Одоевский, Д. В. Веневитинов, С. П. Шевырев и другие. Князь Одоевский ввёл Кошелева в литературный кружок Раича. Вскоре некоторые члены кружка, в том числе и Кошелев, с Одоевским во главе, отделились от кружка, составили «Общество любомудрия» и начали издавать альманах «Мнемозина» — первый в России журнал философского направления.
В сентябре 1826 года А. И. Кошелев перешёл на службу в Санкт-Петербург, где занимал видное положение его родственник Родион Александрович Кошелев. А. И. Кошелеву было поручено составлять извлечения из иностранных газет для императора Николая I. Из министерства иностранных дел Кошелева перевел в свое ведомство Д. Н. Блудов, управлявший в то время делами иностранных вероисповеданий. Здесь А. И. Кошелев принимал участие, в качестве делопроизводителя, в комитете для составления «Общего устава для лютеранских церквей в Империи» и не раз горячо защищал намерения правительства, клонившиеся к объединению постановлений для протестантских церквей всей России, против членов комитета из остзейских немцев. В это время он близко сошёлся с А. С. Хомяковым, сильно повлиявшим на его мировоззрение: Кошелев скоро стал славянофилом. К этому периоду относится и эпизод его несчастной любви к А. О. Россет.
В 1831 году Кошелев выехал за границу, где познакомился с такими европейскими знаменитостями, как Гёте, Шлейермахер, Савиньи; он слушал лекции экономиста П. Росси.

### Помещик-славянофил
Возвратившись в Москву, он ещё некоторое время служил советником губернского правления в Москве (1833—1834), но потом, женившись 4 февраля 1835 года на богатой наследнице Ольге Фёдоровне Петрово-Соловово (1816—1893, сестра Г. Ф. Петрово-Соловово), вышел в отставку, купил имение в селе Песочня, Сапожковского уезда Рязанской губернии и занялся винными откупами. Зимой жил в Москве (Поварская улица, д. 31), летом — в своём имении. Неблагоприятный отзыв о славянофиле Кошелеве того времени оставил отец западника Б. Н. Чичерина:

«Вчера он у меня обедал и провел весь день. Я слыхал о нем как о человеке очень умном, отлично хорошо воспитанном, имеющем большие сведения и много путешествовавшем; такое явление в Тамбове очень редко, и я залучил его к себе, чтобы насладиться, слушая. В продолжение всего дня он говорил много; в разговорах виден был человек рассудительный и расчетливый, но ни одной идеи, которая выходила бы за обыкновенный круг, ни одного тонкого замечания, ни одного оборота речи, в котором можно было бы заметить человека нерядового; он даже неловко говорит. Странное дело! Видно, есть люди, которые сокровища ума и сердца прячут так глубоко, что до них не доберешься».
Откуп Кошелев держал до 1848 года: практика убедила его во вреде этого способа ведения дел и он представил министру финансов записку о замене откупной системы введением акцизного сбора. Стал заниматься оптовой торговлей хлебом; в 1847—1857 годах был поставщиком хлеба в казну для нужд армии и флота. В своих обширных владениях (5,5 тыс. душ, главным образом в Ряжском уезде Рязанской губернии и Новоузенском уезде Самарской губернии) он создал многоотраслевое хозяйство; большую часть крепостных перевёл на барщину; ввёл «мирское управление» и мирской суд; построил на свои средства несколько школ. Внедрял передовую агротехнику, закупал сельскохозяйственные машины.
Как сапожковский уездный предводитель дворянства, Кошелев большое внимание уделял крестьянскому вопросу. В 1847 году в «Земледельческой газете», которую тогда редактировал А. П. Заблоцкий-Десятовский, появилась статья «Охота пуще неволи», в которой автор развивал мысль о том, что свободный труд производительнее крепостного и что только лень русских помещиков мешает им обратить, на основании указа от 12 июня 1844 г., своих дворовых в обязанных крестьян. В 1847 году Кошелев обратился к рязанскому дворянству с предложением испросить дозволение на составление комитета из двух депутатов от каждого уезда для выработки проекта мер «к узаконению отношений крестьян к помещикам в Рязанской губернии». Такая же идея была у Д. Н. Свербеева, и между ними завязалась оживленная переписка. Встретив сопротивление губернского предводителя дворянства, Кошелев неоднократно обращался к министру внутренних дел Перовскому, но его предложения не были приняты.
Во время Крымской войны Кошелев составил записку о финансах, которую подал новому государю. Он предлагал не прибегать для продолжения войны к новым налогам и внутренним и внешним займам, а обратиться к добровольным пожертвованиям, для чего сделать воззвание к патриотизму страны и созвать её представителей, которые решили бы, в какой мере возможны пожертвования от каждого сословия.
В это же время Кошелев принялся за проект освобождения крестьян, который в 1858 году был представлен Александру II, одновременно с проектами Ю. Ф. Самарина и князя В. А. Черкасского, и оказался самым радикальным: Самарин предлагал только расширить и сделать более удобным указ об обязанных крестьянах, Черкасский предлагал освобождение крестьян только с усадьбами, а Кошелев — выкуп крестьян, в течение 12 лет, со всей землёй, находящейся в их владении.

### Издатель и общественный деятель
В 1852 году на средства Кошелева была выпущена книга «Московского Сборника» — первый том из четырёх задуманных; второй том был задержан цензурой. В 1856 году Кошелеву было разрешено издание славянофильской «Русской беседы»; в 1858 году стало выходить приложение к журналу «Сельское благоустройство». В 1861 году Кошелев издал сочинения И. В. Киреевского в двух томах.
Когда в преддверии крестьянской реформы стали учреждаться губернские комитеты, Кошелев не был избран в рязанский комитет, но был назначен туда членом от правительства, по предложению рязанского губернатора М. К. Клингенберга. В 1859 году Кошелев подал вместе с 18 другими депутатами от губернских комитетов ходатайство о том, чтобы им было дозволено представить свои соображения на окончательные труды редакционных комиссий, жёстко раскритикованных ими, до поступления их в Главный комитет. Этим Кошелев навлёк на себя сильное неудовольствие правительства.
В рамках финансовой реформы он был введён в состав комиссии для составления проекта замены откупов системой акцизных сборов и был председателем в винокуренной подкомиссии. Также он состоял ещё в двух комиссиях: по выработке устава для поземельных банков и по рассмотрению проекта ипотечного положения.
В 1864—1866 годах он состоял членом учредительного комитета в Царстве Польском, где на него было возложено управление финансами; он сумел стабилизировать финансовое положение в крае.
Неутомимо работая в земстве в Рязанской губернии, Кошелев был также президентом Московского общества сельского хозяйства и неоднократно избирался гласным московской городской думы (1863—1865; 1869—1872; 1873—1876; 1881—1884).
В 1868 году вместе с В. А. Кокоревым возглавил Московское товарищество для покупки Николаевской железной дороги (сделка не состоялась).
В 1871—1872 гг. Кошелев издавал журнал «Беседа» (редактор С. А. Юрьев), а в 1880—1882 гг. — еженедельник «Земство» (редактор В. Ю. Скалон), отстаивавшие ценности крестьянской общины и критиковавшие финансово-экономическую и внутриполитическую деятельность правительства.
Энергично действовал Кошелев и в роли председателя сапожковского уездного училищного совета. Он организовал статистические исследования в Рязанской губернии и защищал рязанских статистиков от возведённых на них несправедливых нареканий.
Умер в ноябре 1883 года и был похоронен рядом с другими известными славянофилами в Даниловом монастыре. Мемуары Кошелева были опубликованы посмертно в Берлине: его вдова Ольга Фёдоровна не желала, чтобы они были искажены отечественной цензурой.

## Сочинения
- Поездка русского земледельца в Англию и на Всемирную выставку. — М.: тип. Ал. Семена, 1852
- Об испытании английских и американских машин и орудий в 1852 году. — М.: Унив. тип., 1852
- Две статьи о железных дорогах. — М.: тип. Ал. Семена, 1856
- Ещё несколько слов о способах заготовления провианта и фуража для армии и флота. — М.: тип. Ал. Семена, 1857
- Депутаты и редакционные комиссии по крестьянскому делу. — Лейпциг: Ф. Вагнер, 1860
- Конституция, самодержавие и земская дума. — Лейпциг: Ф. Вагнер, 1862
- Какой исход для России из нынешнего ее положения? Что такое русское дворянство и чем оно быть должно? — Лейпциг: Ф. Вагнер, 1862. — IV, 85 с.
- О нашем денежном кризисе. — М.: тип. Бахметева, 1864
- Голос из земства: [Сб. ст.]. — Вып. 1. — М.: тип. В. Готье, 1869
- О подушных податях. — М.: тип. А. И. Мамонтова и К°, 1871
- О государственном земском сборе. — М., 1871
- Об общинном землевладении в России. — Berlin: тип. П. Станкевича, 1875
- Наше положение. — Berlin: Behr' Buchhandlung (E. Bock), 1875. — [6], 189, [2] с.
- О мерах к восстановлению ценности рубля. — СПб.: тип. Суворина и Лихачева, 1878
- Что же теперь делать? — Berlin, 1879
- О крестьянском самоуправлении и о присутствиях по крестьянским делам. — М.: Печатня С. П. Яковлева, 1881
- О мерах к сокращению пьянства. — М.: Печатня С. П. Яковлева, 1881
- О сословиях и состояниях в России. — М.: Печатня С. П. Яковлева, 1881
- Что же теперь? Август 1882. — Berlin, 1882
- Записки Александра Ивановича Кошелева (1812—1883 годы). — Berlin: B. Behr’s Verlag (E. Bock), 1884 (совр. изд.: М.: Наука, 2002)
- Записки Александра Ивановича Кошелева (1812-1883 годы). С семью приложениями = Memoiren / Сост. О. Ф. Кошелева. — Берлин, 1884. (Переиздание: М., изд. МГУ, 1991)
- Избранные труды / Александр Иванович Кошелев. — М.: РОССПЭН, 2010
- Кошелев А. И. Самодержавие и Земская дума / Отв. ред. О. А. Платонов. — М.: Институт русской цивилизации, 2011. — 848 с. — ISBN 978-5-902725-85-5.